# Tassoultante
Tassoultante (arabe : تاسلطانت ; berbère : ⵜⴰⵙⵍⵟⴰⵏⵜ) est une commune rurale de la préfecture de Marrakech, appartenant à la région Marrakech-Safi. Elle ne dispose pas de centre urbain. 
Située à la limite sud de l'agglomération de Marrakech, Tassoultant compte plusieurs douars périurbains majeurs, notamment Douar Zemrane et Douar Nzala. Situés sur la route de l'Ourika, qui connaît un engouement immobilier d'ampleur depuis le prolongement de l'avenue Mohammed VI et l'essor touristique des années 2010, les douars Lahna, Lagouassem, Lahbichate et Touggana sont en passe d'être incorporés au tissu urbain de Marrakech. À noter que le quartier de M'hamid 10 (et le douar mitoyen, Douar Sultan), sont rattachés administrativement à la commune de Tassoultante.
Tassoultante abrite plusieurs golfs, complexes hôteliers et résidentiels haut de gamme, situés route de l'Ourika, route d'Amizmiz et de Tahannaout. Le parc aquatique Oasiria s'y trouve également.